# دراگانیتسا
دراگانیتسا (به بلغاری: Draganitsa) یک منطقهٔ مسکونی در بلغارستان است که در ورشتس واقع شده‌است.
 دراگانیتسا ۱۶٫۹۴۸ کیلومتر مربع مساحت و ۲۵۰ نفر جمعیت دارد و ۴۰۰ متر بالاتر از سطح دریا واقع شده‌است.